# 桜田雛
桜田 雛（さくらだ ひな、2月18日 - ）は、日本の漫画家。静岡県出身。
『Cheese!』（小学館）2004年3月号増刊に掲載された「犯罪♥恋愛」で高校生の時にデビューした。

## 作品リスト

### 書籍
- 蜜なことして下さい（2006年1月26日発売、ISBN 4-09-130318-8）
  - 蜜なことして下さい
  - 美ビット
  - 華麗に☆ネガポジ
- 君に萌えていいですか?（2006年8月25日発売、ISBN 4-09-130559-8）
  - 君に萌えていいですか?
  - 桜咲いたら
  - センチメンタル
  - 嘘とキミの刺激
- 彼女の本能（2007年7月26日発売、ISBN 978-4-09-131155-9）
  - 彼女の本能
  - 届けたい
  - 目隠しの女王様
  - マルチビタミン
  - LOVE×2で騎士♥
- 初恋に溺れた（2008年4月25日発売、ISBN 978-4-09-131618-9）
  - 初恋に溺れた
  - sweet cool
  - 呪怨的な彼女
- 男の子はハチミツ（2008年5月26日発売、ISBN 978-4-09-131628-8）
  - 男の子はハチミツ
  - 赤い糸の魔法
  - あたしが消えたら
  - 揺れる想いは蜜の味
  - マイ・スウィート・ハニー（『男の子はハチミツ』描きおろし作品）
- 王子達は依存する（2009年2月26日発売、ISBN 978-4-09-132217-3）
  - 王子達は依存する（『Cheese!』2008年11月号 - 2009年1月号）
  - 弾けた果実（『Cheese!』2008年8月号増刊）
  - 椿の話（『王子達は依存する』描きおろし作品）
- 花はナイフを身にまとう（2009年8月26日発売、ISBN 978-4-09-132657-7）
  - 花はナイフを身にまとう（『Cheese!』2009年6月号 - 8月号）
  - Beautiful World
  - よりちゃんの気持ち（『花はナイフを身にまとう』描きおろし作品）
- 分別と多感（2010年9月24日発売、ISBN 978-4-09-133365-0）
  - 分別と多感（『Cheese!』2010年6月号 - 8月号）
  - 魔女になった人魚姫（『Cheese!』2010年5月号）
- 太郎くんは歪んでる（2011年1月26日発売、ISBN 978-4-09-133717-7）
  - 太郎くんは歪んでる（『Cheese!』2010年9月号増刊）
- 殺されるなら、いっそ桜の木の下で（2011年6月24日発売、ISBN 978-4-09-134016-0）
  - 殺されるなら、いっそ桜の木の下で（『Cheese!』2011年4月号 - 6月号）
  - 殺されるなら、いっそ桜の木の下で 番外編（『Cheese!』2011年7月号増刊）
- 少年は私に跪く（2012年2月24日発売、ISBN 978-4-09-134387-1）
  - 少年は私に跪く（『Cheese!』2011年3月号増刊）
  - 男の悪習（『Cheese!』2011年1月号増刊）
  - 食わず嫌いの恋（『Cheese!』2010年12月号）
  - 私は、その真っ白な少年に憧れた（『Cheese!』2011年11月号増刊）
- 金魚の糞（『Cheese!』2012年3月号 - ）全4巻
  1. 2012年06月26日発売、ISBN 978-4-09-134448-9
  2. 2012年10月26日発売、ISBN 978-4-09-134797-8
  3. 2013年02月26日発売、ISBN 978-4-09-135010-7
  4. 2013年06月26日発売、ISBN 978-4-09-135298-9
- 真夜中あたしに留まる蝶 （2013年9月26日発売、ISBN 978-4-09-135568-3）
- 花街鬼 全2巻
  1. 2014年1月24日発売、ISBN 978-4-09-135819-6
  2. 2014年3月26日発売、ISBN 978-4-09-135826-4
- 太郎くんは歪んでる〜ただ、愛しすぎてしまっただけなんだ〜 （2014年6月26日発売、ISBN 978-4-09-135880-6）
- 絶望ベイビー 全2巻（『Cheese!』2014年8月号 - 2015年2月号）
  - 読切作品「嘘と本音と冷たいカメラ」（『Cheese!』2013年9月号増刊に掲載）、「レモンきねん」（『Cheese!』2014年11月号増刊に掲載）が第1巻に収録されている。

  1. 2014年11月26日発売、ISBN 978-4-09-136460-9
  2. 2015年02月26日発売、ISBN 978-4-09-137050-1
- 黒源氏物語 全3巻
  1. 2015年9月25日発売、ISBN 978-4-09-137728-9
  2. 2015年12月25日発売、ISBN 978-4-09-138047-0
  3. 2016年4月26日発売、ISBN 978-4-09-138448-5
- 執事たちの沈黙 全13巻（『Cheese!』2016年8月号 - 2020年9月号）
  1. 2016年11月25日発売、ISBN 978-4-09-138787-5
  2. 2017年2月24日発売、ISBN 978-4-09-139134-6
  3. 2017年6月26日発売、ISBN 978-4-09-139181-0
  4. 2017年9月26日発売、ISBN 978-4-09-139498-9
  5. 2018年1月26日発売、ISBN 978-4-09-139872-7
  6. 2018年5月25日発売、ISBN 978-4-09-870076-9
  7. 2018年9月26日発売、ISBN 978-4-09-870156-8
  8. 2019年1月25日発売、ISBN 978-4-09-870387-6
  9. 2019年5月24日発売、ISBN 978-4-09-870487-3
  10. 2019年9月26日発売、ISBN 978-4-09-870612-9
  11. 2020年1月24日発売、ISBN 978-4-09-870796-6
  12. 2020年6月26日発売、ISBN 978-4-09-871009-6
  13. 2020年9月25日発売、ISBN 978-4-09-871077-5
- 夜ノ井月彦の幸せな地獄 既刊7巻（『プチコミック』2022年9月号[2] - ）
  1. 2023年2月9日発売[3]、ISBN 978-4-09-872024-8
  2. 2023年5月10日発売[4]、ISBN 978-4-09-872111-5
  3. 2023年10月10日発売[5]、ISBN 978-4-09-872452-9
  4. 2024年3月8日発売[6]、ISBN 978-4-09-872522-9
  5. 2024年8月9日発売[7]、ISBN 978-4-09-872732-2
  6. 2025年1月9日発売[8]、ISBN 978-4-09-873023-0
  7. 2025年6月10日発売[9]、ISBN 978-4-09-873106-0

### 単行本未収録
- 花と運命中毒（『プチコミック』2022年4月号[10]、2022年7月号[11]）
- 一人きりでも明日のケーキは美味しいけれど（『プチコミック増刊』2022年春号）